# Holoaden suarezi
Espèce
Holoaden suarezi est une espèce d'amphibiens de la famille des Craugastoridae.

## Répartition
Cette espèce est endémique de l'État de São Paulo au Brésil. Elle se rencontre à Bananal, à Salesópolis et à São José do Barreiro dans la Serra do Mar entre 900 et 1 300 m d'altitude.

## Description
Les mâles mesurent de 37,2 à 38,5 mm et les femelles de 42,6 à 44,2 mm.

## Étymologie
Cette espèce est nommée en l'honneur de José Roberto Alves Suarez.

## Publication originale
- Martins & Zaher, 2013 : A new species of the highland frog genus Holoaden (Amphibia, Strabomantidae) from cloud forests of southeastern Brazil. Zootaxa, no 3599 (2), p. 178–188.